# Стефан Пйотровський
Стефан Пйотровський (1910—1985) — польський астроном, найбільш відомий дослідженнями подвійних зір. Декан факультету математики, фізики та хімії Варшавського університету, засновник і редактор журналу «Прогрес астрономії», президент Польського астрономічного товариства (1956—1959), член Польської академії наук (від 1962).

## Біографія

### Навчання
Народився 11 квітня 1910 року в Кракові. Навчався в Ягеллонському університеті, де в 1932 році отримав ступінь магістра з математики, а через два роки — з астрономії. У березні 1933 року він почав наукову роботу з визначення мінімумів яскравості затемнюваних зір в обсерваторії в Кракові, а в 1938 році ця тема завершилася його дисертацією доктора філософії. Воєнний період провів поза Краковом, у родинному маєтку Зменниця, але після війни продовжив наукову роботу, спочатку в Кракові (включаючи однорічне стажування в Гарвардському університеті в США), а потім з 1952 року у Варшаві.

### Діяльність
Після переїзду до Варшави Пйтровський зайнявся організаційною діяльністю, зібравши навколо себе групу молодих знавців астрономії. У 1955 році він ініціював створення відділу астрономії Польської академії наук, у 1953 році заснував щоквартальний журнал Postępy Astronomii і багато років його редагував. У своїй дидактичній роботі в Астрономічній обсерваторії Варшавського університету він наголошував на необхідності проведення досліджень світового рівня та міжнародній співпраці. Його учнями були Богдан Пачинський і багато інших відомих польських астрономів. Обіймав ряд посад, в тому числі був деканом факультету математики, фізики та хімії Варшавського університету, багато років очолював відділ астрономії Польської академії наук (1965—1973). У 1956—1959 був президентом Польського астрономічного товариства. Він сприяв космічним дослідженням у Польщі, з його ініціативи було створено Комітет дослідження та мирного використання космічного простору Польської академії наук. У червні 1968 року він увійшов до складу Підготовчого комітету зі святкування 500-річчя від дня народження Миколи Коперника.

### Дослідження
Пйотровський був визнаним фахівцем у визначенні орбіт затемнюваних зір і в теорії перенесення випромінювання в атмосферах зір. Провів дуже точні візуальні спостереження змінних зір — з точністю до 0,04 зоряної величини. Він також займався низкою інших проблем, таких як анізотропія частинок міжзоряного пилу та проблема передачі маси з однієї зорі на іншу в подвійних зоряних системах. Він був піонером у вивченні зіткнень астероїдів. На знак визнання його заслуг у дослідницькій та організаційній роботі в 1962 році він став членом Польської академії наук.